# Віссембур (округ)
Вісембу́р (фр. Wissembourg) — колишній округ у Франції, в складі департаменту Нижній Рейн регіону Ельзас. 2015 року Віссембур увійшов до новоствореного округу Агено-Віссамбур.

## Склад
Округ включав у себе 5 кантонів:
| Кантон        | Площа, км² | Населення, осіб | Рік  | Адміністративний центр | Кількість муніципалітетів |
| ------------- | ---------- | --------------- | ---- | ---------------------- | ------------------------- |
| Верт          | 100,93     | 11821           | 1999 | Верт                   | 17                        |
| Віссембур     | 197,07     | 17256           | 1999 | Віссембур              | 13                        |
| Лотербур      | 43,34      | 4947            | 1999 | Лотербур               | 5                         |
| Сельц         | 106,49     | 12055           | 1999 | Сельц                  | 14                        |
| Сульц-су-Форе | 150,56     | 18295           | 1999 | Сульц-су-Форе          | 19                        |

## Населені пункти
Найбільші населені пункти округу з населенням понад 5 тисяч осіб:
| Муніципалітет | Населення, осіб | Рік  | Кантон    |
| ------------- | --------------- | ---- | --------- |
| Вісембур      | 8258            | 2006 | Віссембур |

| Франція | Це незавершена стаття з географії Франції. Ви можете допомогти проєкту, виправивши або дописавши її. |